# Cosnier
Der Cosnier ist ein kleiner Fluss in Frankreich, der im Département Eure in der Region Normandie verläuft. Er entspringt westlich von Broglie, im Gemeindegebiet von Saint-Aubin-du-Thenney, entwässert generell in nordöstlicher Richtung und mündet nach rund  13 Kilometern im Stadtgebiet von Bernay als linker Nebenfluss in die Charentonne. Bei der Durchquerung der Stadt verläuft er teilweise unterirdisch und stößt bei der Einmündung in die Charentonne schließlich auf die Landschaft Pays d’Ouche.

## Orte am Fluss
(Reihenfolge in Fließrichtung)
- Grand-Camp
- Bernay